# Cinema de Moçambique
O Cinema de Moçambique tem crescido nos últimos anos e, embora seja um mercado extremamente difícil, está a ter uma grande explosão de produção nos últimos anos que tem chamado a atenção por suas características únicas. Sua produção é tamanha que já lhe rendeu o apelido de "Globowood", por ser considerada a primeira maior indústria de produção de cinema em Moçambique, e que a Globowood pretende ser a quarta maior industria cinematográfica do mundo, atrás apenas de Nollywood, Hollywood e Bollywood. O volume de produção que a Globowood estima por ano e de 500 filmes ao ano, todos filmados e distribuídos em Moçambique e no resto do mundo dublados em diferentes idiomas.
Muitas ações já tem sido feitas relacionadas com esta área, como o do ciclo de cinema.
Para além de um ciclo de cinema, Cineastas de Moçambique entre eles dois realizadores de cinema, Natércia Chicane e Júlio Silva, lançaram no clube C&C,  o livro do investigador etnomusicólogo, produtor e realizador Júlio Silva Instrumentos Tradicionais de Moçambique. O ciclo de cinema, inaugurou com o filme de Mickey Fonseca [en] e Pipas Forjaz (António Forjaz), O lobolo. Este ganhou em Março de 2011, o premio Especial do Jury no 22º Festival Panafricano de Cinema e Televisão (FESPACO) na cidade de Ouagadougou.
Embora o cinema esteja a crescer muitos cineastas reclamam politicas para o apoio desta área cultural-profissional, Pedro Pimenta [de] lamenta a falta de reconhecimentos dos fazedores da sétima arte no país. Para o cineasta nomeado para Academia do Óscar, nos EUA, Moçambique precisa de políticas que fomentem a produção do cinema. 
O filme Xilunguine – A Terra Prometida.
Foi premiado com a Menção Honrosa no Festival do Filme Etnográfico do Recife no Brasil e já passou por festivais como o IndieLisboa – Festival do cinema Independente de Lisboa 2017 em Portugal e IDFA-Festival Internacional de documentários [fr] de Amesterdão na Holanda, Festival onde o filme fez a sua estréia Mundial. foi premiado com a menção honrosa no festival.
A curta-metragem Dina consolida-se como o filme Moçambicano de ficção com mais prêmios internacionais ao vencer a categoria Prix de l’Organisation Internationale de la Francophonie du meilleur court-métrage, Afrique Connexion, no Festival Internacional de Cinema Vues d'Afrique [fr].
Nós últimos anos vem aparecendo uma nova geração de cineastas e os mais prominentes são os ‘Afrocinemakers’, uma incubadora de filmes que produz mais de 20 curta-metragens por ano de variados cineastas.
O filme Ontogenesis (2020) realizado por J. J. Nota, foi selecionado em vários festivais.
Com essas todas dificuldades e sucessos narrados pelos cineastas moçambicanos de acordo com os criadores da Globowood terço o seu fim e moçambique a partir de 2019 vai viver seus novos momentos no mundo da sétima Arte.